# Alte Burg (Padberg)
Die Alte Burg Padberg, auch Oberhaus Padberg genannt, ist die Ruine einer Höhenburg auf 516 m ü. NN in Padberg (Stadt Marsberg) auf dem 520 m hohen Berg Altenhagen.

## Geschichte
Das Gut Padberg wird 1030 erstmals erwähnt. Die Grafen von Padberg erbauten zu Beginn des 12. Jahrhunderts ihre Burg auf dem Berg Altenhagen. Aber schon 1120, nach dem Aussterben der älteren Linie der Grafen von Padberg, fielen das Lehen und die Burg an die Erzbischöfe von Köln zurück. Diese vergaben den Besitz neu. Er fiel an eine später ebenfalls von Padberg genannte Ministerialenfamilie. Im Jahr 1217 wurde Gottschalk II. von Padberg gezwungen, die Burg als Offenhaus den Kölner Erzbischöfen zu öffnen. Im 14. Jahrhundert kam es zu einer Spaltung in das Alte Haus Padberg und das Neue Haus Padberg. Letzteres errichtete auf dem Neuenhagen eine eigene Burg, die auch Unterhaus Padberg genannt wurde. In der Fehde zwischen dem Erzstift Köln und der Grafschaft Waldeck um die Burgen Nordenau und Canstein wurde die alte Burg 1342 von Köln zeitweilige besetzt. Die Herren von Padberg gehörten im 14. Jahrhundert verschiedenen Ritterbünden darunter dem Bengler-Bund an. Bei einer Fehde gegen das Hochstift Paderborn wurde die Stadt Padberg 1391 und 1394 zerstört. Die Burgen hielten aber verschiedenen Belagerungen stand. Im 15. Jahrhundert mussten die Herren von Padberg den größten Teil ihres Herrschaftsgebiets an Waldeck abtreten. Später mussten sie für den Rest ihrer Besitzungen die Landeshoheit der Erzbischöfe von Köln (bzw. Herzöge von Westfalen) anerkennen. Beide Burgen verfielen und waren wohl seit den 1530er Jahren nicht mehr bewohnbar. Die Herren von Padberg bezogen neue Stellen in der Nähe des Ortes Padberg.

## Anlage
Die Burg war annähernd rechteckig und mit 18 m × 32 m vergleichsweise klein. Abgerundete Mauerecken gehen möglicherweise auf eine Umgestaltung aus dem 14. Jahrhundert zurück. Das Tor lag im Westen. Die Burg verfügte über einen Rundturm mit 5 m Durchmesser an der Südostecke der Ringmauer. Im Süden der Anlage befanden sich vermutlich das Haupthaus und eine Zisterne. Insgesamt sind von der Burg nur wenige Reste erhalten.